# Gestion des ressources naturelles
La gestion des ressources naturelles est une gestion qui permet à ces ressources de se renouveler et d'être conservées de manière pérenne, sans être menacées par la surexploitation. La surexploitation a été identifiée dès le XVIIIe/XIXe siècle comme cause de stagnation voire de recul économique par David Ricardo et Thomas Malthus.
Cette gestion durable est une condition et un enjeu de survie pour l'humanité et de nombreuses autres espèces qui partagent la biosphère avec elle. Elle est un des éléments du développement soutenable.
En économie, le principe de la rente d'Hotelling (ou « rente de rareté ») postule qu'une rente est rendue possible par la quantité limitée de ressources non renouvelables ; situation qui peut conduire à la surexploitation d'une ressource fut elle vitale (ex : surpêche).
Au-delà d'un certain seuil (de pression, qui est aussi le seuil de surexploitation), une ressource a priori renouvelable (ex : forêt, ressource halieutique ou cynégétique) peut devenir épuisable ; la gestion durable d'une ressource vise à éviter que ce seuil ne soit jamais atteint.

Le cas extrême de mauvaise gestion de ces ressources, avec dépassements de seuils irréversibles, conduirait au collapsus écologique avec destruction de l'espèce humaine et d'une partie de son environnement par elle-même.
On appelle ressource naturelle tout élément d'un milieu (substance, organisme, objet) susceptible d'être exploité pour satisfaire les besoins humains.

## Typologies
La notion de gestion de ressource répond à celle d'"exploitation des ressources naturelles".
Ces deux notions concernent des types de ressources très différentes (souvent dites « ressources de stock » et « ressources de flux», qui subissent des « pressions » (et par suite de « réponses ») de nature et d'intensité différente selon les ressources, mais aussi les régions.
On distingue généralement les types de ressources suivantes :
- ressources énergétiques
  - non renouvelables : uranium et ressources fossiles (notamment le pétrole, le gaz, le charbon et la tourbe) ; Ici la notion de gestion se limite à une extraction, un transport et une utilisation moins polluants ou
  - renouvelables (soleil, vent, courant, chute d'eau, traction animale, certaines formes de méthanisation, géothermie…) ;
- Ressource en eau (potable, d'irrigation…) ;
- ressources agricoles (plus ou moins sélectionnées par l'Homme, parfois depuis plusieurs milliers d'années, et qui dépendent aussi de la ressource en sol et en eau, ainsi que de la diversité génétique des plants et graines ;
- ressources alimentaires directement prélevées dans la nature (ressources cynégétiques, ressources halieutiques, produits issus de la cueillette ;
- ressources minérales et ressources minières (minerais, ciment, certains engrais…) ;
- ressources en bois (Bois-matériau, Bois-énergie, puits de carbone, élément de fixation des sols et des berges, etc.) ;
- ressources en fibres (végétales, issues du bois ;
- ressources génétiques ;

Toutes ces ressources proviennent plus ou moins directement de l'environnement naturel ; à la marge on peut y intégrer les ressources foncières (foncier agricole et sylvicole notamment), les ressources humaines…

## Enjeux
Ils sont longtemps restés différentiés et « locaux » (la ressource en eau a par exemple une importance très différente en zone aride saharienne de ce qu'elle aurait au Royaume-Uni ou au Costa Rica où l'eau manque rarement).

Avec une économie mondialisée et souvent prédatrice à l'égard des ressources naturelles, ces enjeux sont devenus globaux. Une prise de conscience du caractère limité des ressources naturelles semble se faire à grande échelle, notamment matérialisées par le Rapport Meadows, du club de Rome (en 1972), puis par de grandes conférences internationales et/ou intergouvernementales organisées depuis le Sommet de la Terre de Rio (juin 1992) sous l'égide des Nations unies, sont apparues à la fin du XXe siècle les concepts de gestion durable, gestion raisonnable et raisonnée, de gestion restauratoire, et différentiée, qui tous demandent de tenir compte d'état des lieux, d'analyse de la valeur et des enjeux, du contexte, de la résilience écologique et du caractère plus ou moins pas, peu, difficilement, couteusement, lentement ou non renouvelable des ressources, ainsi que de l'interdépendance qui les lient souvent.

### Cas particulier despotentialités cachées
De nombreux services écosystémiques ou d'autres ressources (d'intérêt économique ou autre) n'apparaissent comme ressource que quand ils commencent à manquer, ou quand on a pris conscience de leur existence et qu'on est techniquement capable de les utiliser (le radium ou certaines terres rares ne présentait aucun intérêt économique évident avant qu'on ne prenne conscience de leurs propriétés particulières).

De même la consommation effrénée de certaines ressources (ex : énergies fossiles, ou métaux toxiques) a eu et aura longtemps des effets secondaires négatifs pour la santé et l'environnement, effets dont on n'a pris conscience que tardivement.
Des potentialités et externalités (positives ou négatives) sont virtuelles ou dormantes dans les ressources minérales ou naturelles vivantes (biodiversité). La prise de conscience de ce fait pose des questions morales et éthiques.

Pour le prospectiviste notamment, dans un contexte de crise écologique, climatique et socioéconomique, la consommation croissante de ressources non renouvelables, la surexploitation de ressources renouvelables et la destruction accélérée de la biodiversité par l'Homme deviennent des enjeux centraux. Il est en effet probable qu'un certain nombre de bénéfices futurs potentiellement importants aient été obérés par une surexploitation de ressources minérales et par une exploitation gaspilleuse et destructrice de la biodiversité et des ressources renouvelables d'origine biologiques.

Ces notions invitent à l'introduction de principe de prudence, de recyclabilité, de précaution dans l'économie.

## Exploitation non durable des ressources
Depuis la Préhistoire, l'exploitation de la nature et de la plupart de ses ressources s'est faite d'une manière de moins en moins durable, voire de manière insoutenable (avec disparition totale de la ressource concernant par exemple un grand nombre d'espèces animales chassées ou pêchées ou la variété génétique des plantes cultivées). Ceci est la cause de dégâts environnementaux, mais aussi sociaux, économiques, climatiques ou sanitaires croissants, et au-delà de crises écologiques, de sorte que l'exploitation non-durable des ressources naturelles peut menacer l'existence humaine.
La surexploitation s'est largement amplifiée depuis l'époque moderne, et surtout depuis le XIXe siècle. Elle peut être vue comme le résultat de l'application de certaines philosophies, comme par exemple l'industrialisme et le saint-simonisme : le premier numéro du journal saint-simonien Le Producteur (1er octobre 1825) expose en effet les grandes lignes de cette philosophie :
« Il s'agit de développer et de répandre les principes d'une philosophie nouvelle. Cette philosophie, basée sur une nouvelle conception de la nature humaine, reconnaît que la destination de l'espèce, sur ce globe, est d'exploiter et de modifier à son plus grand avantage la nature extérieure ».
On peut voir dans ce type de philosophie une des causes de la surexploitation de combustibles fossiles depuis la révolution industrielle au XIXe siècle. Sans doute, le paradigme mécaniste a-t-il conduit l'être humain à se comporter comme un exploitant, et non comme un gérant des ressources naturelles qui ont été mises à sa disposition. La logique économique sous-jacente aux modèles de gestion des ressources naturelles conduit également à valoriser les ressources rares (car créatrices de valeur), ce qui conduit inexorablement à leur épuisement.

## Gestion durable, et donc plus «participative»
Afin de remédier aux dégâts occasionnés sur l'environnement, des principes ont été définis afin de gérer d'une façon raisonnable les ressources naturelles, sans surexploitation.

Dans le cas des ressources non-fossiles ayant une origine biotique (origines animales, végétale, microbienne, fongique, écosystémiques), souvent il s'agira de gérer les conditions d'auto-entretien des ressources, qui passent par le maintien ou la restauration du bon état écologique et des capacités de résilience écologique.
Certains auteurs et organismes (dont l'UICN qui a mis en place un groupe de travail sur la gestion participative GTGP, le WWF qui via les écolabels FSC et MSC propose d'associer respectivement les populations et les pêcheurs à la gestion des ressources forestières et halieutiques, GTZ…) proposent de développer une « gestion participative des ressources naturelles »  basée sur la négociation, l'apprentissage et des approches collaboratives, avec un objectif de réduction de la pauvreté et des inégalités. Ils parlent aussi de gestion pluripartite ou de gestion collaborative.

Pour l'UICN, la gestion participative désigne toute « situation dans laquelle au moins deux acteurs sociaux négocient, définissent et garantissent entre eux un partage équitable des fonctions, droits et responsabilités de gestion d'un territoire, d'une zone ou d'un ensemble donné de ressources naturelles ». Elle peut s'appuyer sur une gestion adaptative définie par l'UICN comme « une approche de la gestion reconnaissant, d'une part, le manque de connaissance univoques et définitives sur le comportement des écosystèmes et, d'autre part, l'incertitude qui domine notre interaction avec eux », le pluralisme (intégrant notamment le droit coutumier), une bonne gouvernance, une gestion patrimoniale, une gestion des conflits, la communication sociale, et un accès égal à toutes les informations utiles.
Des auteurs comme D'aquino & Seck (2001) se demandent si les approches participatives sont adaptées ou non à la gestion décentralisée de territoire et il existe aussi des analyses critiques de certains « arrangements institutionnels » et « comportements opportunistes » ou égoïstes apparaissant dans le cadre de ce mode particulier de gestion (en Inde dans les sociétés marquées par les castes notamment ont constaté Agrawal (1994) et Andersen (1995))

### Notion de capital naturel
La notion de capital naturel a été introduite en économie de l'environnement afin de définir des modes de production et de mode de consommation plus durables.
Le capital naturel correspond grosso modo au facteur de production terre de l'économie classique, en intégrant toutefois et de plus en plus des notions plus complexes (biodiversité, résilience écologique, empreinte écologique, surexploitation...).